# Banco Macro
Banco Macro es un banco de capitales privados argentinos. Comenzó a operar en el año 1988 como entidad bancaria y cuenta con una amplia red de sucursales y cajeros automáticos en todo el país, lo que le permite brindar servicios bancarios a una amplia base de clientes. En octubre de 2024 es el sexto banco más grande de Argentina por cantidad de activos.
Inicialmente en 1978, Macro inicio sus actividades como una entidad financiera no bancaria y en 1988 Macro fue autorizado por el Banco Central de la República Argentina para funcionar como banco comercial. En febrero de ese año se inscribió el cambio de denominación social por la de Banco Macro S. A.. Actualmente el holding del Banco Macro está formado por Macro Bank Limited, Macro Securities S.A. Sociedad de Bolsa, Macro Fiducia S.A., Banco Privado de Inversiones S.A. y Macro Fondos S.A, Macro Securities, de la Fundación Macro Bansud y de Sud Inversiones y Análisis.
Grupo Macro cuenta con 7.925 empleados, 1.772 cajeros automáticos, 957 terminales de autoservicio y una estructura de más de 500 puntos de atención.

## Historia
Banco Macro inició sus actividades como institución financiera no bancaria con la adquisición de la financiera Macro durante el Proceso fundada en 1976 por Mario Brodersohn, José María Dagnino Pastore y Alieto Guadagni. Jorge Brito junto a sus socios compraron el Banco Macro, cuando uno de sus dueños era Mario Brodersohn, secretario de Hacienda de Raúl Alfonsín. Uno de los golpes más importantes del Banco Macro fue comprar dólares en cantidad el 6 de febrero de 1989, cuando el Central liberó el mercado cambiario gatillando el proceso de hiperinflación. Esa Sociedad de Bolsa era manejada por Chrystian Colombo, que en ese entonces tenía una estrecha relación con el Enrique Nosiglia, dirigente radical  que en el gobierno de Fernando de la Rúa ocupó el puesto de jefe de Gabinete. En 1987 recibe la autorización del BCRA para operar como Banco Macro. En ese momento se afianza una relación muy estrecha con el gobierno radical de Raúl Alfonsín. Incluso hay quienes lo denominaron, “el banco de la Coordinadora”; a partir, de una relación muy cercana con el hombre fuerte del poder radical en las sombras, Enrique “Coty” Nosiglia. implementado el Plan Primavera por el gobierno de Alfonsín en 1988 el Macro había comprado unos 3 millones de dólares previo a la devaluación de la moneda, maniobra investigada por el fiscal Ricardo Molinas por el uso de información privilegiada producto de sus contactos con el gobierno alfonsinista. en enero de 1996, adquiere paquetes accionarios de los bancos provinciales privatizados Banco de Misiones (93%), Banco de Salta (98%), Banco de Jujuy (100%). En diciembre de 2001, en plena crisis económica y gracias a sus vínculos políticos adquirió el 59.58% del capital social de Banco Bansud S.A. y en agosto del año siguiente, se hizo de las 36 sucursales del Scotiabank Quilmes. Durante 2003 Banco Macro y Banco Bansud se fusionaron en una sola entidad. En 1998 tanto el presidente del grupo Macro, Jorge Brito, como el Banco Macro quedaron involucrados en los casos de lavado de dinero y el contrabando de armas a Croacia y a Ecuador. Con respecto al lavado de dinero, se investigó un banco llamado Federal Bank, con el cual el Banco Macro tiene operaciones de compraventa de títulos y de pases de fondos En 2011 el Banco Macro fue multado por la Unidad de Información Financiera (UIF) con 1,4 millones de pesos por no reportar operaciones sospechosas de lavado de dinero, siendo la quinta multa que impone al banco desde 2010. El banco fue sumariado por infringir las normas antilavado de activos (ALA) y contra la financiación del terrorismo (CFT). En todos los casos, los montos de las multas fueron establecidos en absoluta correspondencia con los valores de las operaciones sospechosas que no han sido reportadas. En marzo de 2014 volvería a ser multado por facilitación de lavado de dinero con otra multa de más de 800 mil pesos por omitir reportar operaciones sospechosas de lavado de dinero, acumulando sólo en 2014 penas por más de 5 millones. En 2017 el banco fue objeto de demanda por debitarle a sus diferentes clientes débitos que nunca habían pedido. A su vez durante la crisis del 2001 el banco fue uno de los que retuvo arbitrariamente el dinero de sus clientes durante el corralito.
Durante 2003 Banco Macro y Banco Bansud se fusionaron en una sola entidad. En 2000 Chrystian Colombo, entonces jefe del gabinete de ministros del gobierno de la UCR de Fernando de la Rúa, comenzó a ser investigado por una estafa de 12,5 millones de dólares en contra del Banco Nación y en beneficio del Banco Macro mientras Colombo era directivo del grupo Macro y se consumó durante su gestión como presidente del Nación, entonces fue Pedro Pou quien se abstuvo de ordenar los pertinentes sumarios. Colombo era uno de los principales líderes de la UCR junto a Enrique Nosiglia. Durante varios años se denuncio el carácter de caja política del Macro en su directorio figuraron  Delfín Ezequiel Carballo y el delegado del radical Enrique Nosiglia, Roberto Eilbaum el Banco Macro fue uno de los conductos por los cuales fluyeron fondos oficiales hacia las empresas de la entonces familia presidencial. Durante la crisis del 2001 el banco fue uno de los que retuvo el dinero de sus clientes durante el Corralito, como parte de las medidas económicas que tomó el Gobierno de Fernando de la Rúa para la fuga de dinero del sistema bancario.
En diciembre de 2004, el rebautizado Banco Macro Bansud adquiere el Nuevo Banco Suquía S.A. y en 2005 el Banco Empresario de Tucumán C.L. y el Banco del Tucumán. Se mantuvo al Banco del Tucumán (rebautizado Banco Tucumán) como agente financiero de la provincia. En 2009 se fusiona al Nuevo Banco Bisel S.A., que había adquirido en 2006. En septiembre de 2010  adquiere El Banco Macro, fue uno de los 32 contratistas millonarios del Gobierno Porteño, figurando como patrocinador de la fundación de la vicepresidente argentina. el Banco Privado de Inversiones S.A., por lo que, actualmente, el holding está formado por Banco de Tucumán, Macro Bank Limited, Macro Securities S.A. Sociedad de Bolsa, Macro Fiducia S.A., Banco Privado de Inversiones S.A. y Macro Fondos S.A. Banco Macro y Banco Tucumán,
Su presidente actual es Jorge Pablo Brito, hijo de Jorge Horacio Brito, quien reemplaza a Delfín Jorge Ezequiel Carballo.

## Sucursales
Macro es un banco privados de la Argentina.

## Red de cajeros automáticos y banca electrónica
Macro utiliza cajeros automáticos de la red Banelco. Actualmente, posee 2.026 cajeros y más de 957 terminales de autoservicio.

## Controversias
De fuertes vínculos con el radicalismo, Jorge Brito junto a sus socios compraron el Banco Macro cuando uno de sus dueños era Mario Brodersohn, secretario de Hacienda de Raúl Alfonsín. En ese entonces, contaba con aceitados vínculos con la coordinadora radical, grupo de dirigentes de la UCR que ocuparon cargos importantes del área económica, entre ellos en el Banco Central. Esa Sociedad de Bolsa era manejada por Chrystian Colombo, que en ese entonces tenía una estrecha relación con el Enrique Nosiglia, dirigente radical  que en el gobierno de Fernando de la Rúa ocupó el puesto de jefe de Gabinete. En 1987 recibe la autorización del BCRA para operar como Banco Macro. En ese momento se afianza una relación muy estrecha con el gobierno radical de Raúl Alfonsín. Incluso hay quienes lo denominaron, “el banco de la Coordinadora”; a partir, de una relación muy cercana con el hombre fuerte del poder radical en las sombras, Enrique “Coty” Nosiglia. Implementado el Plan Primavera por el gobierno de Raúl Alfonsín en 1988, el Macro había comprado unos 3 millones de dólares previo a la devaluación de la moneda, maniobra investigada por el fiscal Ricardo Molinas por el uso de información privilegiada producto de sus contactos con el gobierno alfonsinista.
En 2000 Chrystian Colombo, entonces jefe del gabinete de ministros del gobierno de la UCR de Fernando de la Rúa, comenzó a ser investigado por una estafa de 12,5 millones de dólares en contra del Banco Nación y en beneficio del Banco Macro mientras Colombo era directivo del grupo Macro y se consumó durante su gestión como presidente del Nación, entonces fue Pedro Pou quien se abstuvo de ordenar los pertinentes sumarios. Colombo era uno de los principales líderes de la UCR junto a Enrique Nosiglia. Durante varios años se denuncio el carácter de caja política del Macro en su directorio figuraron  Delfín Ezequiel Carballo y el delegado del radical Enrique Nosiglia, Roberto Eilbaum el Banco Macro fue uno de los conductos por los cuales fluyeron fondos oficiales hacia las empresas de la entonces familia presidencial.
Durante la crisis del 2001 el banco fue uno de los que retuvo el dinero de sus clientes durante el Corralito, como parte de las medidas económicas que tomó el Gobierno de Fernando de la Rúa para la fuga de dinero del sistema bancario. Sin embargo, el Macro fue uno de los primeros en devolver los depósitos en 2002 cuando la economía se estabilizó.
En 2011 el Banco Macro fue multado por la Unidad de Información Financiera (UIF) con 1,4 millones de pesos por no reportar operaciones sospechosas de lavado de dinero, siendo la quinta multa que impone al banco desde 2010. El banco fue sumariado por infringir las normas antilavado de activos (ALA) y contra la financiación del terrorismo (CFT). En todos los casos, los montos de las multas fueron establecidos en absoluta correspondencia con los valores de las operaciones sospechosas que no han sido reportadas. En marzo de 2014 volvería a ser multado por facilitación de lavado de dinero con otra multa de más de 800 mil pesos por omitir reportar operaciones sospechosas de lavado de dinero, acumulando sólo en 2014 penas por más de 5 millones.
En 2015 la Comisión Nacional de Valores dispuso la suspensión preventiva de operaciones bancarias por no realizar auditorias contra el lavado de dinero. Sin embargo, el banco aseguró que cumplió con todas las normas del organismo y una semana más tarde la suspensión fue levantada.
En el año 2017 el director y presidente del banco, Jorge Horacio Brito, renunció tras quedar involucrado en causas por corrupción y lavado de dinero. Tras ello las acciones de Macro cayeron 13,43% tras la apertura de causas que vinculan a Brito en la causa de corrupción por lavado de dinero. En 2020 volvió a ocupar su histórico cargo en el directorio del banco.

## Logotipos

2012-2019
2019-2025
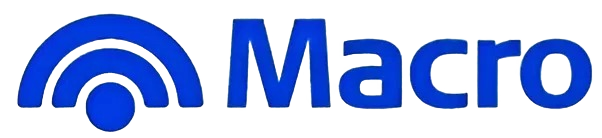
2025-presente